# Pleuronectoidei
Pleuronectoidei é uma subordem de peixes teleósteos acantopterígios da ordem Pleuronectiformes que inclui as espécies geralmente conhecidas pelo nome comum de linguado. A subordem inclui mais de 670 espécies, entre as quais numerosas espécies de interesse pesqueiro.

## Descrição
Os membros da subordem Pleuronectoidei caracterizam-se pela ausência de estruturas radiais endurecidas nas barbatanas não pareadas (barbatanas dorsal e anal). A barbatana dorsal prolonga-se até à cabeça, estendendo-se em muitas espécies até à região sobre os olhos. O palato é desdentado e o paraglosso, um elemento ósseo localizado entre os prolongamentos basais da língua, é desprovido de placa dentária. O esfenóide está ausente ou é rudimentar. Os Pleuronectoidei têm 26-70 vértebras, dos quais 10 ou mais são vértebras dorsais (vértebras anteriores ao ânus). Os uroneuralia, pequenas hastes emparelhadas no esqueleto caudal, estão diminuídos ou ausentes.

## Famílias
A subordem Pleuronectoidei inclui as seguintes famílias:
- Família Achiridae
- Família Achiropsettidae
- Família Bothidae
- Família Citharidae
- Família Cynoglossidae
- Família Paralichthyidae
- Família Pleuronectidae
- Família Samaridae
- Família Scophthalmidae
- Família Soleidae
- Família Poecilopsettidae
- Família Rhombosoleidae

## Literatura
- Joseph S. Nelson: Fishes of the World, John Wiley & Sons, 2006, ISBN 0-471-25031-7.
- E.O. Wiley & G.D. Johnson (2010): A teleost classification based on monophyletic groups. In: J.S. Nelson, H.-P. Schultze & M.V.H. Wilson: Origin and Phylogenetic Interrelationships of Teleosts, 2010, Verlag Dr. Friedrich Pfeil, München, ISBN 978-3-89937-107-9.